# Cristian Menéndez
Cristian Matías Menéndez (Mar del Plata, 2 aprile 1988) è un calciatore argentino, attaccante del Gimnasia (J).

## Carriera
Ha giocato nella massima serie dei campionati argentino, ecuadoriano, paraguaiano e messicano.